# Cataglyphis kurdistanicus
Cataglyphis kurdistanicus är en myrart som beskrevs av Bohdan Pisarski 1965. Cataglyphis kurdistanicus ingår i släktet Cataglyphis och familjen myror. Inga underarter finns listade.